# رایفایزن بانک اوکراین
رایفایزن بانک اوکراین (انگلیسی: Raiffeisen Bank) شرکت خدمات مالی و بانکداری در اوکراین است، که در سال ۱۹۹۲ تأسیس شد.